# 支羅縣
支羅縣，是明代交阯承宣布政使司乂安府下轄的一個縣。治所約在今越南河靜省德壽縣境內。

## 沿革
- 吳九德郡，梁南德州，唐日南郡、唐林郡[3]。
- 永樂五年（1407年）六月癸未置，屬乂安府[4][5][6][7][8][9]。
- 永樂十七年九月丙辰，並支羅縣入衙儀縣[10][11]。

## 職官
- 李觀一，交阯支羅縣丞[12]。